# Верхний Коаргычан
Верхний Коаргычан — река в России, протекает по Северо-Эвенскому району Магаданской области, правый приток Омолона. Длина — 55 км.
Берёт начало на высоте около 1000 м. Течёт на запад, затем поворачивает на север. Устье реки находится на высоте 604 м в 937 км по правому берегу реки Омолон. Поселений на реке нет.
По данным государственного водного реестра России относится к Анадыро-Колымскому бассейновый округу. Код водного объекта 19010200112119000048527.